# Музей чая и кофе (Лондон)
Музе́й чая и ко́фе — музей в Лондоне, посвящённый истории чая и кофе и всему, что с ними связано. Основан Эдвардом Брама в 1992 году.

## История
В 1600 году в Англии была создана Английская Ост-Индская компания, которой около двух столетий принадлежал весь чайный импорт и экспорт в Европе. Монополия позволяла компании устанавливать правила и диктовать цены на чай, а впоследствии — и на кофе. Предприимчивость англичан дала толчок развитию чайной индустрии в Индии, которая в те годы была колонией Британской короны. В этот период проводилась культивация лучших сортов чая Индии, а неповторимый цейлонский сорт чая появился вследствие скрещивания индийских сортов с контрабандно завезёнными кустиками чая из Китая. Это позволило Лондону стать чайной столицей мира, а чай приобрёл известность как истинно национальный английский напиток.

## Экспозиция
Зайдя в музей, посетители попадают в чайную комнату, где готовят горячие напитки в соответствии с английскими традициями, и небольшой магазин, торгующий изысканными сортами кофе и чая, а также посудой и литературой об этих напитках. Непосредственно музей состоит из двух выставочных залов и лекционной комнаты. Один из залов посвящён чаю, а другой — кофе. Лекционная комната используется для проведения семинаров и просмотра фильмов о выращивании и сборе чая и кофе.
Основу экспозиции музея составляют более 1000 разнообразных атрибутов чайной и кофейной церемоний многих стран мира. Это посуда (чайные и кофейные сервизы), заварочные чайники, обрабатывающие машины, пачки чая, рекламная продукция и многое другое. Чайным традициям некоторых стран уделено особое внимание. Китайский раздел представлен фарфоровой посудой, чайниками и традиционными сортами чая в специальных контейнерах, позволяющих почувствовать аромат листа. В японской экспозиции можно увидеть пиалы, керамическую посуду, венчики для взбивания чайных листьев. Русская чайная традиция не обошлась без самовара, расписного палехского подноса, чайной бабы, баранок и сушек. Цейлонская и индийская тематики представлены в основном гравюрами и различными картинами, посвящёнными чаю.
В кофейном зале посетителей ожидает обзорная экскурсия о выращивании и производстве кофе. Среди экспонатов особо выделяются различные машины для обработки кофейных зерен и кофейные сервизы.